# NGC 3959
NGC 3959 est une galaxie spirale barrée située dans la constellation de la Coupe. NGC 3959 a été découverte par l'astronome allemand Wilhelm Tempel en 1881.

## Caractéristiques
Sa vitesse par rapport au fond diffus cosmologique est de 6 083 ± 26 km/s, ce qui correspond à une distance de Hubble de 89,7 ± 6,3 Mpc (∼293 millions d'al).
NGC 3959 présente une large raie HI.